# Suzanne Cory
Suzanne Cory   (Melbourne, 11 de març de 1942) és una biòloga molecular australiana. Ha treballat en la genètica del sistema immunitari i del càncer i ha pressionat el seu país per invertir en ciència.

## Educació i vida personal
Suzanne Cory va créixer en els suburbis Kew de Melbourne. Va assistir a la Canterbury Girls 'Secondary College, i posteriorment va estudiar a la University High School de Melbourne. També va fer estudis universitaris a la Universitat de Melbourne i el doctorat al MRC Laboratory of Molecular Biology (LMB) de Cambridge. Cory va assistir al LMB al mateix temps que els guanyadors del premi Nobel Francis Crick, conegut pel seu descobriment conjunt de l'estructura de l'ADN, i Frederick Sanger, que va revolucionar la seqüenciació d'àcids nucleics. En obtenir el seu doctorat, Cory va utilitzar tècniques de seqüenciació d'ARN de Sanger per identificar la seqüència d'ARN de transferència. A més, durant la seva estada al LMB, Cory va conèixer el seu actual marit, Jerry Adams, un científic dels Estats Units. Els dos científics es van casar més tard i van tenir dues filles.

## Recerca i èxits
Després del seu pas per la LMB, Cory va viatjar a la Universitat de Ginebra per fer els seus estudis postdoctorals. Mentre es trobava a Ginebra, es va centrar en la seqüenciació de l'ARN del bacteriòfag R17, per tal d'utilitzar-lo com a model.
El 1971, Cory i el seu marit van iniciar les seves investigacions al Walter and Eliza Hall Institute of Medical Research de Melbourne. Els dos investigadors van ajudar a introduir les noves tecnologies científiques i mètodes que havie après a Ginebra i Cambridge, cosa que va ajudar a ampliar i millorar la investigació en biologia molecular a Austràlia. Inicialment van optar per estudiar el component genètic de la immunitat, descobrint que els gens dels anticossos són una combinació de peces i es poden disposar de diverses maneres. Aquest descobriment va ajudar a explicar la diversitat del sistema immunitari i la seva capacitat per combatre una gran varietat d'invasors cel·lulars nocius.
Després d'una dècada d'estudiar el sistema immunitari, el laboratori de Cory va canviar el seu enfocament cap al càncer i els components genètics de diversos càncers. El seu laboratori va descobrir les mutacions genètiques que condueixen al limfoma de Burkitt i al limfoma fol·licular. Un dels principals focus de recerca de les seves cèl·lules canceroses és la proliferació cel·lular i la mort cel·lular. En particular, l'oncoproteïna Myc i la família de proteïnes Bcl-2 són d'interès per al seu actual laboratori de recerca.
El Bcl-2 és una important família de proteïnes intracel·lulars que ajuda a regular l'apoptosi o el suïcidi cel·lular. Bcl-2, combinat amb altres reguladors, impedeix l'activació de caspases. Les caspases, un tipus de proteasa, romanen inactives fins que són senyalitzades per una cascada per degradar les proteïnes que formen una cèl·lula. El laboratori de Cory ha desenvolupat agents de bloqueig de Bcl2 anomenats mimètics BH3, que, en combinació amb quimioteràpia a dosis baixes, han tingut resultats positius tractant tipus específics de limfomes agressius.
Cory és l'antiga presidenta de l'Acadèmia de Ciències d'Austràlia. Va ser la primera dona elegida presidenta de l'Acadèmia i va assumir el càrrec el 7 de maig de 2010 per un mandat de quatre anys, en substitució de l'expresident, el professor Kurt Lambeck. Des de la seva formació el 1954, només hi ha hagut una altra dona presidenta de l'Acadèmia Australiana de Ciències, la professora Dorothy Hill, que va suplir el professor David Forbes Martyn després de la seva mort el 1970.
Cory va ser el directora de l'Institut d'Investigacions Mèdiques Walter i Eliza Hall (WEHI), des del 1996 fins al 30 de juny de 2009 i continua sent membre del professorat, després d'haver-se incorporat a la Divisió de Genètica Molecular del Càncer de l'institut. La seva investigació actual se centra en els canvis genètics en els càncers de sang i els efectes dels medicaments quimioterapèutics sobre les cèl·lules canceroses. El treball de Cory ha estat publicat en revistes d'investigació com Blood (revista), The EMBO Journal, Nature (journal), Cell Death & Differentiation i Proceedings of the National Academy of Sciences dels Estats Units d'Amèrica.
L'escola secundària Suzanne Cory es va inaugurar en el seu honor el 2011. L'escola secundària pública atén 800 estudiants de 9 a 12è. Els estudiants qualificats accedeixen a l'escola mitjançant una prova d'aptitud de tres hores, que també s’utilitza per a la inserció en altres tres instituts australians altament selectius. L'escola està molt a prop de la Universitat de Victoria, que permet als estudiants accedir a les instal·lacions i al personal de l'escola.

## Premis i distincions
- 1986: Elegida membre de l'Acadèmia de Ciències d'Austràlia
- 1992: Elegida membre de la Royal Society
- 1997: Premi Medalla Macfarlane Burnet i conferència de l'Acadèmia Australiana de Ciències[6]
- 1997: Elegida membre de la Royal Society of Victoria (FRSV)[7]
- 1998: Premi Charles S. Mott de la General Motors Cancer Research Foundation (destinatari conjunt)
- 2001: Premi L’Oréal-UNESCO per a les dones en la ciència
- 2002: Guardonada amb la Royal Medal de la Royal Society
- 2004: Elegida acadèmica de l'Pontifícia Acadèmia de Ciències
- 2009: Nomenada cavallera de la Legió d'Honor i l'ambaixador de França a Austràlia, Michel Filhol, li va lliurar el seu premi a Canberra, Austràlia.
- 2011: Suzanne Cory High School va començar a Werribee, Victoria
- 2011: Guardonada amb l'Associació per a la Recerca Internacional del Càncer, Medalla Colin Thomson[8]
- 2013: Elegida membre de la classe inaugural de l'Acadèmia de l'Associació Americana per a la Investigació del Càncer (AACR)
- 2014: Va pronunciar anualment les conferències ABC Boyer[9]